# Neuweiler
Neuweiler és una ciutat suàbia dins el municipi de Buttenwiesen al districte de Dillingen an der Donau. Està localitzada a dos quilometres al nord-est de Wortelstetten.

## Història
Neuweiler es deia al segle xii "Niuwiler". El lloc és probablement una expansió de l'assentament d'Allmannshofen. El monestir de Kaisheim va adquirir al 1248/49 propietat dins el lloc i va rebre del rei Konradin 1267 una altra hisenda com regal. El domini Donnsberg tenia la major possessió del lloc i més tard, el domini Hohenreichen. Altres possessions pertanyien al Heilig-Geist-Spital de Augsburg, i a la família patrícia Imhof. Neuweiler va ser lliurat després de la secularització
de 1802 i la mediatització de 1806 a Baviera.

## Religions
Neuweiler forma part eclesiàsticament de la parròquia Catòlica de St. Georg a Wortelstetten.